# 大手町 (富山市)
大手町（おおてまち）は、富山県富山市の公称町名である。総曲輪地区センターが所在する他、大手モールがあり富山市の商業中心地の一角を成す。郵便番号は930-0084。

## 概要
町名は、富山城にあった大手門に由来する。富山城から南に長さ約290m延びる大手通り（大手モール）の両側が町域となる。富山市の中心市街地に位置し、富山国際会議場や富山市民プラザ、大型ホテルなどが立地する。住宅はわずかである。江戸時代には富山城の二ノ丸と三ノ丸から大手門を繋ぐ通路であり、大手門は現在の富山市民プラザ前あたりにあり、総曲輪（そうがわ）通り商店街西側入り口あたりに枡形が存在した。

## 歴史
1889年（明治22年）4月1日 - 市制施行に伴い富山市に編入。1965年（昭和40年）4月1日に、富山市総曲輪より大手町が新設された。2009年（平成21年）には大手モールに富山地方鉄道富山都心線が開通し、町域には国際会議場前停留場が設けられた。

## 世帯数と人口
2021年（令和3年）9月30日現在の世帯数と人口は以下の通りである。
| 町丁   | 世帯数 | 人口 |
| ------ | ------ | ---- |
| 大手町 | 55世帯 | 88人 |

## 小・中学校の学区
市立小・中学校に通う場合、学区は以下の通りとなる。
| 番地 | 小学校             | 中学校             |
| ---- | ------------------ | ------------------ |
| 全域 | 富山市立芝園小学校 | 富山市立芝園中学校 |

## 交通

### 鉄道
- 富山地方鉄道富山都心線

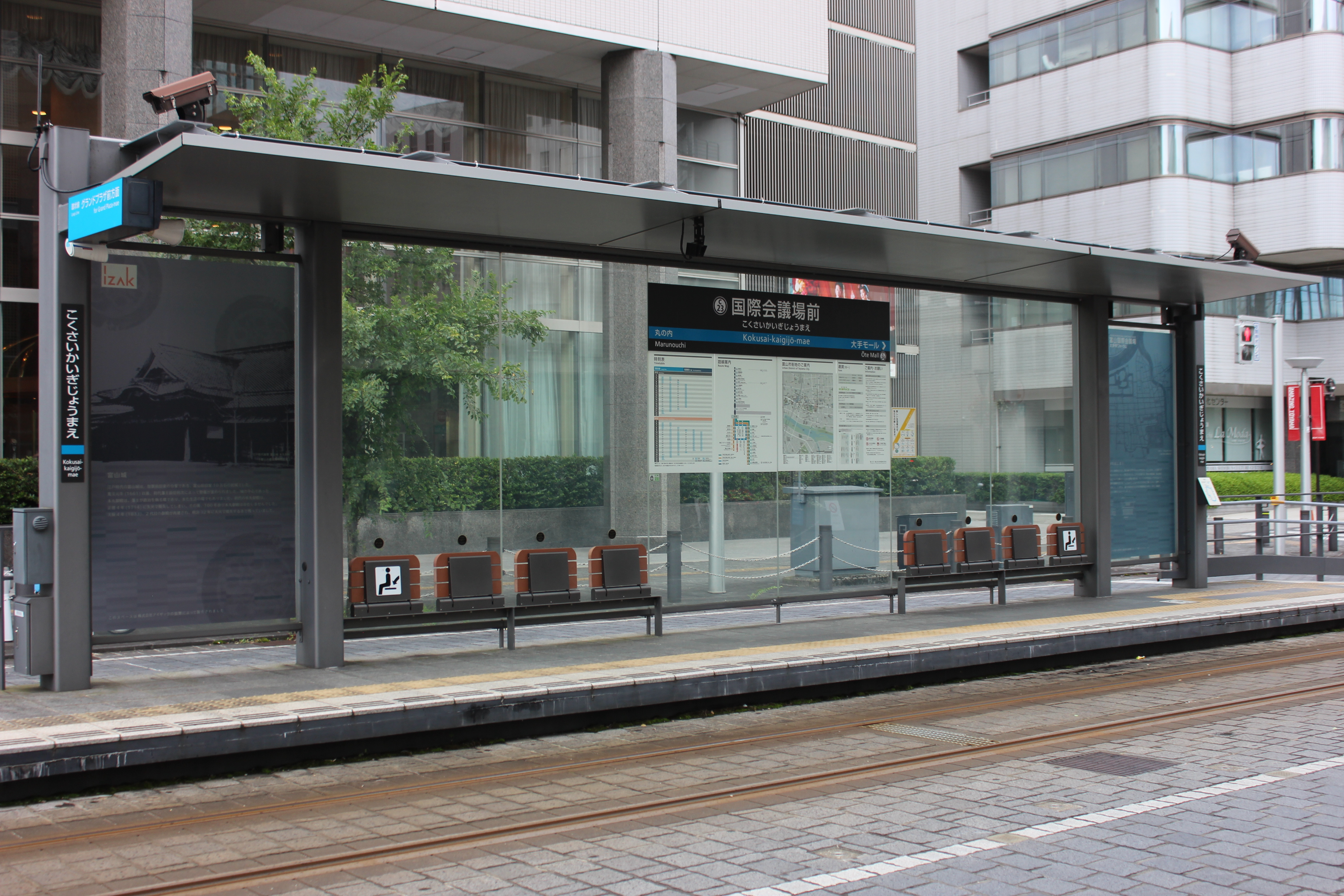
国際会議場前停留場

### 道路
国道
- 国道41号

都道府県道
- 富山県道44号富山高岡線

## 施設
- 大手モール（通り名）
- 総曲輪地区センター
- 富山国際会議場（旧 富山市保健所跡）

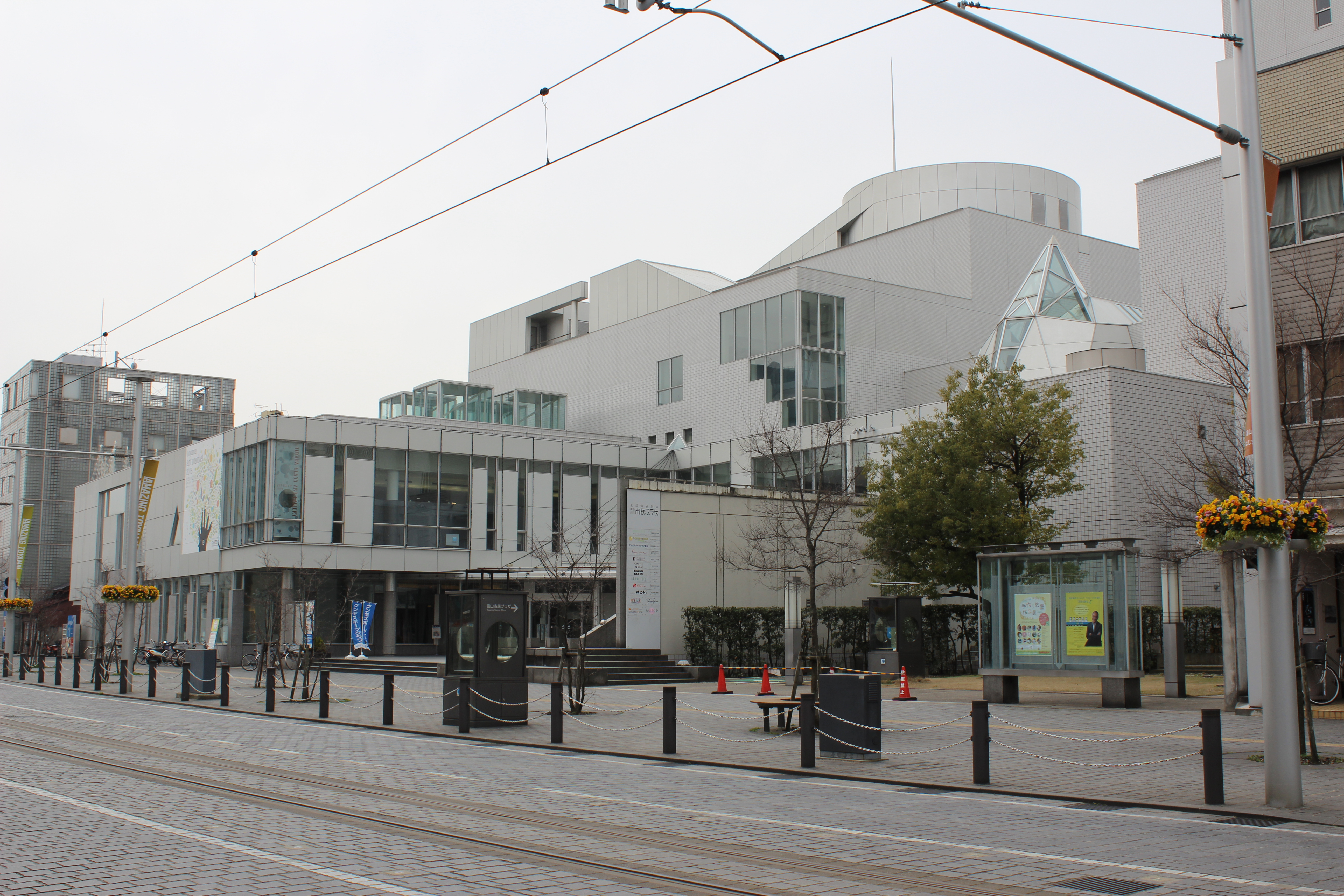
富山市民プラザ

- ANAクラウンプラザホテル富山（富山市公会堂跡）
- 富山市民プラザ（旧 富山市民病院跡）
- 富山新聞本社
- ホテルドーミーイン富山
- 富山県信用組合本店

## 参考出典
- 『富山県の地名』平凡社
- 『角川日本地名大辞典 16 富山県』角川書店、1979年10月8日。